# Joseph Keirn Brennan
J. Keirn Brennan (San Francisco, 24 novembre 1873 – Hollywood, 4 febbraio 1948) è stato un compositore statunitense.
I suoi collaboratori musicali furono Harry Akst, Ernest Ball, Walter Donaldson, Rudolf Friml, Karl Hajos, Billy Hill, Werner Janssen, Chauncey Olcott, e Maurice Rubens.

## Filmografia

### Sceneggiatore
- Rivista delle nazioni (1929)

### Colonne sonore
- Amori di un'attrice (1928)
- Rivista delle nazioni (1929)
- La moglie n. 66 (1930)
- I Surrender Dear (1931)
- Pellegrinaggio (1933)
- Dance, Girl, Dance (1933)
- The Old Homestead (1935)
- Rhythm on the Range (1936)
- You're an Education (1938)
- A Little Bit of Heaven (1940)
- Bionda fragola (1941)
- Irish Eyes Are Smiling (1944)
- My Wild Irish Rose (1947)
- The Fight Never Ends (1949)
- Lo zoo di vetro (1950)
- Tucker, un uomo e il suo sogno (1988)
- Seabiscuit - Un mito senza tempo (2003)
- Giovani aquile (2006)